# Процес Грама — Шмідта

Процес ортогоналізації Грама — Шмідта на трьох лінійно незалежних, неортогональних векторах

Процес Грама - Шмідта — найвідоміший алгоритм ортогоналізації, в якому за лінійно-незалежною системою {\displaystyle \mathbf {v} _{1},\mathbf {v} _{2},\dots ,\mathbf {v} _{k}} будується ортогональна система {\displaystyle \mathbf {u} _{1},\mathbf {u} _{2},\dots ,\mathbf {u} _{k}} така, що кожний вектор {\displaystyle \mathbf {u} _{i}} лінійно виражається через {\displaystyle \mathbf {v} _{1},\mathbf {v} _{2},\dots ,\mathbf {v} _{i}}, тобто матриця переходу від {\displaystyle \{\mathbf {v} _{i}\}} до {\displaystyle \{\mathbf {u} _{i}\}} ― верхня трикутна матриця. 
Можна пронормувати систему {\displaystyle \{\mathbf {u} _{i}\}} і зробити, щоб діагональні елементи матриці переходу були додатніми; ці умови однозначно визначають систему{\displaystyle \{\mathbf {u} _{i}\}} та матрицю переходу.
Процес Грама — Шмідта застосований до матриці з лінійно-незалежними стовпцями є QR розкладом матриці (розклад на ортогональну і верхню трикутну матрицю з додатніми діагональними елементами).

## Алгоритм

Перші 2 кроки ортогоналізації

Визначимо ортогонально-проєкційний оператор
{\displaystyle \mathrm {proj} _{\mathbf {u} }\,\mathbf {v} ={\langle \mathbf {u,v} \rangle  \over \langle \mathbf {u,u} \rangle }\mathbf {u} ={\mathbf {uu^{\top }}  \over \langle \mathbf {u,u} \rangle }\cdot \mathbf {v} =\mathbf {ee^{\top }} \cdot \mathbf {v} ,\qquad \mathbf {e} ={\mathbf {u}  \over \|\mathbf {u} \|},}
де <u, v> означає скалярний добуток векторів u and v. Цей оператор проектує вектор v ортогонально на вектор u. 
Приймемо {\displaystyle \mathbf {u} _{1}=\mathbf {v} _{1}} та запишемо рекурсивну формулу
{\displaystyle \mathbf {u} _{i}=\mathbf {v} _{i}-\sum _{j=1}^{i-1}{\frac {\langle \mathbf {v} _{i},\mathbf {u} _{j}\rangle }{\langle \mathbf {u} _{j},\mathbf {u} _{j}\rangle }}\mathbf {u} _{j}=\mathbf {v} _{i}-{\bigg (}\sum _{j=1}^{i-1}\mathbf {e} _{j}\mathbf {e} _{j}^{\top }{\bigg )}\mathbf {v} _{i}.}
Нормуючи вектори {\displaystyle \mathbf {u} _{i}}, отримаємо ортонормовану систему о{\displaystyle \{\mathbf {e} _{i}\}}.
Геометричний зміст процесу в тому, що вектор {\displaystyle \mathbf {u} _{i}} є проєкцією вектора {\displaystyle \mathbf {v} _{i}} на перпендикуляр до лінійної оболонки векторів {\displaystyle \mathbf {v} _{1},\dots ,\mathbf {v} _{i-1}.}

## Властивості
- Для кожного {\displaystyle \ i} лінійні оболонки систем {\displaystyle \mathbf {v} _{1},\dots ,\mathbf {v} _{i}} та {\displaystyle \mathbf {u} _{1},\dots ,\mathbf {u} _{i}} збігаються.
- Добуток довжин {\displaystyle \mathbf {u} _{i}} дорівнює об'єму паралелепіпеда, побудованого на векторах системи {\displaystyle \{\mathbf {v} _{i}\}}, як на ребрах.

## Числова стійкість
Коли процес втілено на комп'ютері, вектори {\displaystyle \mathbf {u} _{k}} часто не точно ортогональні, через похибки заокруглювання. Для процесу Грама — Шмідта у вигляді описаному вище (іноді згадуваному як «класичний Грам — Шмідт») ця втрата ортогональності особливо шкідлива; кажуть, що (класичний) процес Грама — Шмідта числово нестійкий.
Процес Грама — Шмідта можна стабілізувати завдяки маленькій зміні; цю версію іноді згадують як модифікований Грам — Шмідт.
Цей підхід дає той самий результат що й оригінальна формула в точній арифметиці і вводить менші похибки в арифметиці скінченної точності.
Замість того, щоб обчислювати вектор uk як
{\displaystyle \mathbf {u} _{k}=\mathbf {v} _{k}-\mathrm {proj} _{\mathbf {u} _{1}}\,(\mathbf {v} _{k})-\mathrm {proj} _{\mathbf {u} _{2}}\,(\mathbf {v} _{k})-\cdots -\mathrm {proj} _{\mathbf {u} _{k-1}}\,(\mathbf {v} _{k}),}
його обчислюють як
{\displaystyle {\begin{aligned}\mathbf {u} _{k}^{(1)}&=\mathbf {v} _{k}-\mathrm {proj} _{\mathbf {u} _{1}}\,(\mathbf {v} _{k}),\\\mathbf {u} _{k}^{(2)}&=\mathbf {u} _{k}^{(1)}-\mathrm {proj} _{\mathbf {u} _{2}}\,(\mathbf {u} _{k}^{(1)}),\\&\,\,\,\vdots \\\mathbf {u} _{k}^{(k-2)}&=\mathbf {u} _{k}^{(k-3)}-\mathrm {proj} _{\mathbf {u} _{k-2}}\,(\mathbf {u} _{k}^{(k-3)}),\\\mathbf {u} _{k}^{(k-1)}&=\mathbf {u} _{k}^{(k-2)}-\mathrm {proj} _{\mathbf {u} _{k-1}}\,(\mathbf {u} _{k}^{(k-2)}).\end{aligned}}}
Кожен крок знаходить вектор {\displaystyle \mathbf {u} _{k}^{(i)}} ортогональний до {\displaystyle \mathbf {u} _{k}^{(i-1)}}. Таким чином, {\displaystyle \mathbf {u} _{k}^{(i)}} також ортогональний похибкам введеним під час обчислення {\displaystyle \mathbf {u} _{k}^{(i-1)}}.